# Attilio Labis
Attilio Labis (Vincennes, 5 settembre 1936 – 26 gennaio 2023) è stato un ballerino francese, danseur étoile del balletto dell'Opéra di Parigi dal 1961 al 1972.

## Biografia
Attilio Labis nacque a Vincennes nel 1936, figlio di madre francese e padre italiano. Studiò alla scuola di danza dell'Opéra di Parigi e nel 1952 iniziò a danzare con la compagnia. Dopo la pausa forzata della leva militare, nel 1959 fu promosso a primo solista e due anni dopo fu proclamato danseur étoile della compagnia.
Prima del suo ritiro, avvenuto nel 1972, Labis danzò molti dei grandi ruoli del repertorio maschile classico e moderno, apportando anche grandi innovazioni tecniche allo studio e pratica della danza classica. Particolarmente apprezzato fu, nel 1962, il suo Icaro nella versione di Léonide Massine con le scenografie di Pablo Picasso. Il suo stile acrobatico influenzò altri ballerini della compagnia; in particolare, la sua scelta di tenere il piede in posizione retiré au genou durante l'esecuzione delle pirouette cominciò ad essere ampiamente imitato e finì per soppiantare la tradizionale posizione del piede à la cheville.
All'attivitò di étoile dell'Opéra di Parigi, Labis affiancò quella di primo ballerino ospite con alcune delle maggiori compagnie del mondo. Durante gli anni sessanta danzò diverse volte con la compagnia dell'Opera di Roma, facendosi apprezzare in particolare come Albrecht accanto ad Elisabetta Terabust nella Giselle ripresa da Michael Ktcharoff e come Principe Desiderio accanto all'Aurora di Carla Fracci ne La bella addormentata ripresa da Robert Helpmann (1965). Sempre nel 1965 esordì al Covent Garden nel ruolo di Siegfried accanto all'Odette di Nadia Nerina e nello stesso anno fu Aminta accanto alla Sylvia di Margot Fonteyn nel balletto di Frederick Ashton; l'anno successivo tornò a danzare con Royal Ballet nell'Ondine di Ashton, in cui fece ancora da partner alla prima ballerina assoluta Margot Fonteyn. Il debutto scaligero avvenne nel 1967 e tornò a danzare al Teatro alla Scala in diverse occasioni nei dieci anni successivi, ballando in diversi galà ed interpretando Albrecht in Giselle accanto a Natalija Makarova (1972) e Siegfried ne Il lago dei cigni con la moglie Christiane Vlassi (1977).
Inoltre creò nuove coreografie per Spartak, Romeo e Giulietta, Lo schiaccianoci, Shéhérazade e il balletto originale Arcades, portato al debutto dal balletto dell'Opéra di Parigi nel 1964. Dopo il ritiro dalle scene nel 1972 si dedicò all'insegnamento della danza alla scuola del balletto dell'Opéra di Parigi. È morto nel 2023 all'età di 86 anni.